# Bataille de la Maison-Neuve
Chouannerie
Batailles
La bataille de la Maison-Neuve a lieu le 24 mars 1796, pendant la Chouannerie. Elle s'achève par la victoire des républicains qui repoussent une embuscade des chouans.

## Prélude
Le déroulement de ce combat est relaté par un courrier du général républicain François Muller au ministre de la police Merlin de Douai,, ainsi que par l'officier chouan Toussaint du Breil de Pontbriand, dans ses mémoires,. Celui-ci le place en mai 1796, mais les sources républicaines donnent la date du 4 germinal de l'an IV, soit le 24 mars 1796.
D'après le récit de Pontbriand, Aimé Picquet du Boisguy, général de l'Armée royale de Rennes et de Fougères, est informé que l'adjudant-général Bernard est allé chercher sa femme à Vire, et qu'il est en chemin pour regagner Fougères par la route de Saint-James avec une escorte de 600 hommes,. Du Boisguy rassemble alors sa colonne du Centre à Poilley et dresse une embuscade derrière les marais de la Maison-Neuve, au sud du bourg du Ferré,.
Il ignore cependant que plusieurs colonnes républicaines sont en mouvement. Le général de division François Muller occupe la commune de Saint-James, auparavant contrôlée par les chouans. Il y est bientôt rejoint par le général de brigade François de Quesnel, venu de Pontorson. Dans son rapport au ministre de la police, il affirme également qu'une de ses colonnes rencontre une troupe de chouans au cours d'une de ces marches et leur tue 140 à 150 hommes. Muller envoie ensuite son avant-garde au Ferré.

## Forces en présence
Dans ses mémoires, Toussaint du Breil de Pontbriand affirme qu'Aimé Picquet du Boisguy est à la tête, lors de ce combat, de 1 500 hommes de la colonne du Centre de la division de Fougères,. Il note également la présence de Louis de Bourmont, major-général de l'Armée catholique et royale du Maine, d'Anjou et de la Haute-Bretagne, venu dans la région de Fougères afin de s'entretenir avec Joseph de Puisaye, et qui participe à ce combat à titre individuel,,. D'après Pontbriand, les républicains sont estimés à 4 000 hommes, commandés par l'adjudant-général Bernard, réunis à Avranches, et constitués d'une partie des garnisons de Pontorson, Ducey et Pontaubault,.
Selon les sources républicaines, les forces déployées appartiennent à la 10e demi-brigade, commandée par le chef de brigade Almain, au 2e bataillon de la 144e demi-brigade, commandé par Bouchonnière et à la 28e demi-brigade, menée par le commandant Bernard. Ces forces réunissent au total 1 500 hommes, commandés par le général de division François Muller et le général de brigade François de Quesnel. Les chouans sont quant à eux estimés à 4 000 par le général Muller.

## Déroulement
Selon le rapport de Muller, les chouans attaquent l'avant-garde républicaine au Ferré, à 2 heures de l'après-midi. Muller et Quesnel se mettent alors en marche avec leurs différentes colonnes et rejoignent le combat à 3 heures.
D'après Pontbriand, l'attaque du Ferré, menée par du Boisguy lui-même, n'est effectuée que par deux compagnies, afin d'attirer les républicains dans l'embuscade,. Cependant celles-ci sont « poussées si vigoureusement », que du Boisguy pense avoir affaire à un ennemi plus nombreux que prévu,. Il parvient cependant à entraîner les républicains sur son embuscade,. 
Un combat « acharné » s'engage alors,. D'après Muller, les chouans tiennent un front d'une lieue et demie. Selon Pontbriand, les républicains tentent deux assauts de front, mais ils sont repoussés à chaque fois,. Muller affirme quant à lui que les chouans tentent de couper ses forces au centre, mais sans succès.
Muller engage alors sa réserve, commandée par le chef de brigade Almain, qui se met en mouvement sur son aile droite pour contourner les chouans et les attaquer de flanc,. Pontbriand rapporte alors que le feu des républicains s'interrompt soudainement, à la surprise de du Boisguy qui hésite à relancer une attaque,. Cependant, celui-ci est bientôt prévenu que des colonnes nombreuses marchent pour l'envelopper, et il donne aussitôt l'ordre de la retraite,. Les chouans se retirent alors sur La Selle-en-Coglès, n'étant faiblement poursuivis que sur un quart de lieue,. 
Muller affirme pour sa part avoir mis son ennemi en déroute, mais il doit interrompre la poursuite à cause de la tombée de la nuit. Les combats s'achèvent à 7 heures de l'après-midi.

## Pertes
Selon Toussaint du Breil de Pontbriand, les pertes des chouans sont de 15 hommes tués et 26 blessés,. Il ne donne pas d'estimation pour les républicains, faisant juste état d'« un grand nombre de soldats » tués « au pied des fossés »,. 
Côté républicain, le général Muller affirme dans son courrier au ministre de la police, qu'il n'a « à regretter qu'un homme et quatre blessés »,. Il déclare être dans l'impossibilité d'évaluer la perte des chouans, mais il estime qu'elle doit être « très considérable ».